# Омем-Кристо, Ги-Манюэль де
Гийо́м Эмманюэ́ль Поль (Ги-Манюэ́ль) де Оме́м-Кристо́ (фр. Guillaume Emmanuel Paul "Guy-Manuel" de Homem-Christo; род. 8 февраля 1974, Нёйи-сюр-Сен, Франция) — французский музыкант, продюсер, один из основателей хаус-дуэта Daft Punk наряду с Тома Бангальтером. Он также выпустил несколько работ под лейблом Crydamoure вместе с совладелецем лейбла Эриком Шедевиль. Он и Шедевиль составляют музыкальный дуэт Le Knight Club. Помимо музыкальной продукции, де Омем-Кристо также работал в качестве кинорежиссёра.
В 2010 году дуэт Daft Punk получил орден Искусств и литературы (Ordre des Arts et des Lettres) во Франции. Омем-Кристо получил личный орден 3-й степени.

## Ранний период жизни
Ги-Манюэль де Омем-Кристо родился 8 февраля 1974 года в Нёйи-сюр-Сен, О-де-Сен. Он является правнуком португальского поэта Омем Кристо Филью, а также праправнуком португальского военного деятеля Франсиску Мануэла Омем Кристо, который был вынужден эмигрировать во Францию в 1910 году.
В возрасте около 7 лет ему подарили игрушечную гитару и клавиатуру. В 14 лет ему вручили электрогитару; он по-прежнему использует гитару при написании музыки.

## Карьера
Омем-Кристо встретил Тома Бангальтера, когда они учились в Лицее Карно в Париже в 1987 году. Именно там они открыли для себя общее увлечение фильмами и музыкой 1960-х и 1970-х годов: "очень простые культовые подростковые вещи, от "Easy Rider" до "The Velvet Underground". Вскоре к ним присоединился Лоран Бранковитц, и они образовали инди-рок трио под названием Darlin', в котором Омем-Кристо играл на гитаре. Бангальтер отметил, что "это все еще, возможно, было больше подростковым увлечением в то время. Знаешь, все хотят быть в группе". Один из негативных отзывов охарактеризовал их музыку как "глупый панковский трэш" англ. a daft punky thrash, что вдохновило Бангальтера и Омем-Кристо на выбор нового названия. Вскоре они заинтересовались электронной танцевальной музыкой после посещения клуба в 1992 году. Омему-Кристо приписывают разработку дизайна логотипа Daft Punk, который был указан в примечаниях к альбому Homework, первом альбоме дуэта.
Что касается творческого процесса Daft Punk и работы с Бангальтером, Омем-Кристо отметил: "Он гораздо больше технарь, чем я. Мы делали все вместе. Но я более отдаленный". Он добавил: "Тома более продвинут в сфере создания электронной музыки. Я более критичен к тому, что мы создаём. Но вместе мы дополняем друг друга. Это и создаёт баланс.".
Омем-Кристо является соучредителем группы Le Knight Club вместе с Эриком Шедевилем из Pumpking Records. Они также основали лейбл Crydamoure, названный в честь вариации французской фразы "cri d'amour" или "крик любви" на английском языке. Crydamoure выпустил работы брата Омем-Кристо, Поля, под названием Play Paul.

Что касается Crydamoure, Омем-Кристо заявил:
«Я и Тома имеем одинаковые вкусы в музыке. Когда я делаю записи для Crydamoure, это другой стиль, нежели тот, который может в конечном итоге стать музыкой Daft Punk. Я знаю, что нравится Бангальтеру, а он знает, что нравится мне. Crydamoure не так ориентирован на продакшн, даже если он не слишком далек от Daft Punk. Материал Daft Punk более оркестрованный и немного другой. Я могу работать над сэмплом для Crydamoure, и, возможно, никто другой не услышит разницу, но мы-то знаем. Это точно.» — говорил Ги-Манюэль.
Daft Punk выпустили три проекта в 2000-х годах: свой второй альбом Discovery, третий альбом Human After All  и саундтрек к фильму TRON: Legacy. Дуэт также провёл мировой тур в 2006 и 2007 годах, в результате которого был выпущен концертный альбом Alive 2007.

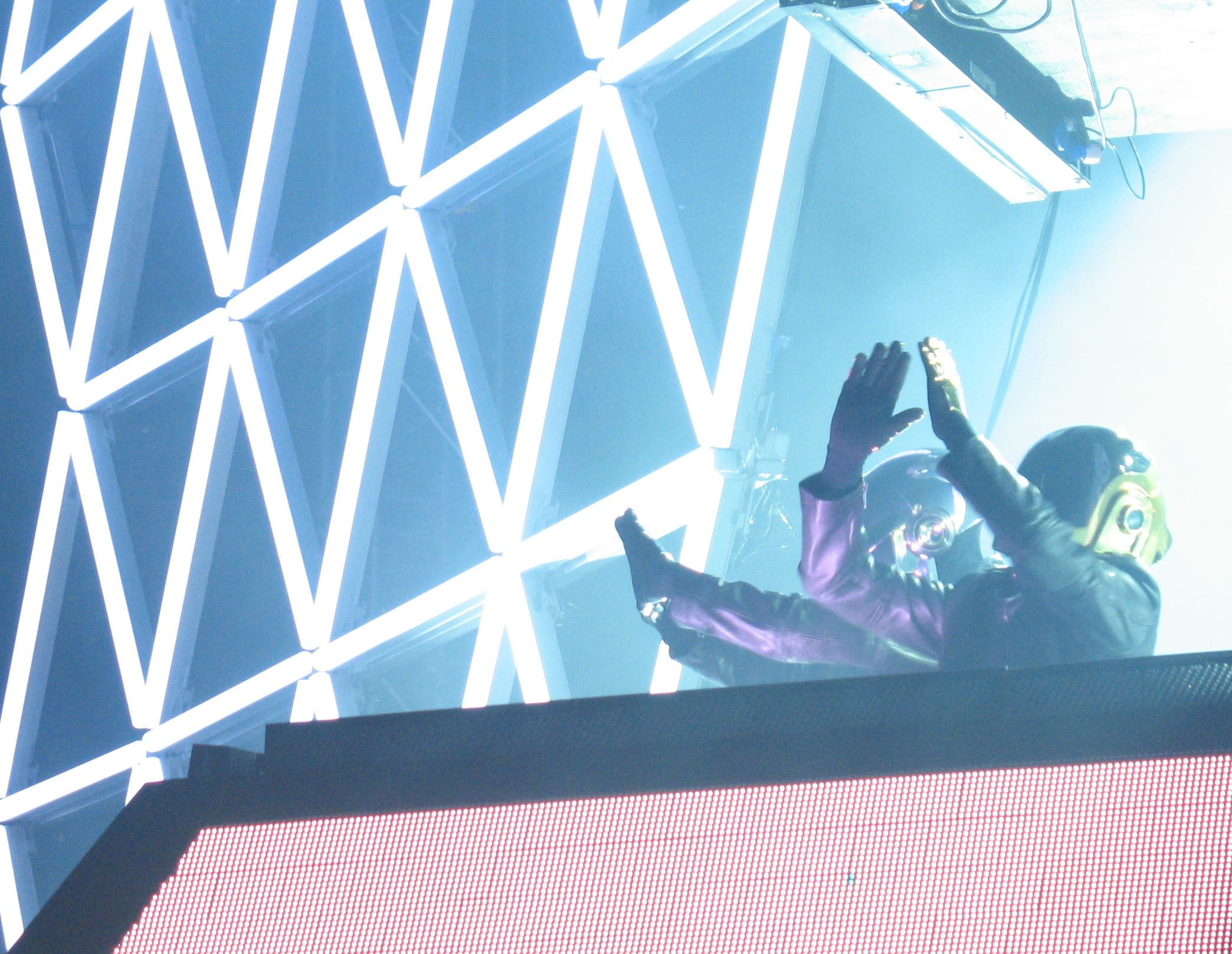
Ги-Манюэль де Омем-Кристо и Тома Бангальтер На выступлении Alive 2007 в культовых костюмах роботов. В Беркли, Калифорния. 27 Июля, 2007 года.

Между этими проектами Омем-Кристо продюсировал альбом Себастьяна Телье 2008 года под названием Sexuality. Он также сделал камео в музыкальном видео на трек "Kilometer" и, по слухам, спел этот трек. В 2010 году Омем-Кристо работал с Себастьяном над песней "Nightcall" для Kavinsky. В 2012 году он появился на альбоме Телье My God Is Blue в треке "My Poseidon"
После выхода четвёртого альбома Daft Punk, Random Access Memories, Омем-Кристо и Бангальтер сотрудничали над двумя треками с The Weeknd: "Starboy" и "I Feel It Coming". Первый из них принес дуэту первую строчку в Billboard Hot 100, а второй, написанный в соавторстве с Шедевилем из Le Knight Club, достиг четвёртого места. Омем-Кристо и Бангальтер также внесли свой вклад в написание и продюсирование песни "Overnight" группы Parcels, выпущенной в 2017 году. Это была последняя работа Daft Punk в качестве дуэта, так как в феврале 2021 года Daft Punk объявили о своём распаде через YouTube.
Омем-Кристо работал над заглавным треком пятого студийного альбома Шарлотты Генсбур, Rest, выпущенного в 2017 году. Он также участвовал в создании песни "Hurt You" 2018 года, которая является сотрудничеством с The Weeknd и Gesaffelstein.
В 2020 году, во время пандемии COVID-19, Омем-Кристо создал кураторский плейлист под названием "Star of a hero" для итальянского бренда MEDEA, в который вошли треки от The Beach Boys, The Weeknd, Джорджа Дюка и Thundercat, среди прочих.
22 февраля 2021 года Daft Punk выпустили видео, объявляющее о своём распаде. Друг и соавтор Тодд Эдвардс позже уточнил, что Бангальтер и Омем-Кристо продолжают активно работать отдельно. Оба по-прежнему делят студию и оборудование.

## Личная жизнь
У Омема-Кристо двое детей : дочь и сын. Он и его жена развелись в 2010 году.

Как Омем-Кристо, так и Бангальтер не проявляют интереса к тому, чтобы быть знаменитостями или обсуждать свою личную жизнь. В редких случаях, когда они давали интервью, Бангальтер чаще всего общался с журналистами. Что касается работы и сотрудничества с другими артистами, Омем-Кристо рассматривает это как вопрос времени и креативности, а не славы и возможностей. В одном из интервью он сказал:
Ну, это зависит от того, что мы хотим сделать в данный момент. Это зависит. Я не знаю. Да, именно так. Есть все эти соображения, о которых вы говорите. Но да, это просто зависит от момента, когда вас просят. Если вы чувствуете это и чувствуете что-то творчески интересное, то это возможно. Для всего, что нас просят сделать, если у нас есть творческий ответ и мы думаем, что можем что-то привнести в проект, то мы можем это сделать. Но если у нас нет никаких идей или мы не думаем, что можем выйти за рамки, создавая что-то с кем-то... ну, если взять, к примеру, Себастьяна Телье, это одно из немногих совместных проектов, где у меня была идея, что я могу что-то сделать и что-то привнести. Но все дело в моменте и ситуации. Когда нам это кажется правильным, когда мы чувствуем это, мы это делаем, и когда у нас есть время. Есть так много факторов.

## Дискография

### Треки
| Год  | Название      | Артист           | Альбом             | Участие              | Примечания                                                |
| ---- | ------------- | ---------------- | ------------------ | -------------------- | --------------------------------------------------------- |
| 2006 | "See Me Now"  | Cassius          | 15 Again           | Композитор, продюсер | Совместно с Эриком Шедевилем (указано как Le Knight Club) |
| 2008 | "Divine"      | Себастьян Телье  | Sexuality          | Композитор, продюсер | Совместно с Эриком Шедевилем                              |
| 2009 | "Kilometer"   | Себастьян Телье  | Sexuality          | Композитор, продюсер | Совместно с Эриком Шедевилем                              |
| 2012 | "My Poseidon" | Себастьян Телье  | My God Is Blue     | Композитор, продюсер |                                                           |
| 2013 | "Nightcall"   | Kavinsky         | OutRun             | Композитор, продюсер | Совместно с Kavinsky                                      |
| 2017 | "Rest"        | Шарлотта Генсбур | Rest               | Композитор, продюсер |                                                           |
| 2018 | "Hurt You"    | The Weeknd       | My Dear Melancholy | Композитор, продюсер | Совместно с Gesaffelstein                                 |
| 2023 | "Modern Jam"  | Travis Scott     | Utopia             | Композитор, продюсер | Совместно с Трэвисом Скоттом                              |

### Le Knight Club
Синглы
- «Intergalaktic Disko» (1997)
- «Troobadoor / Mirage» (1998)
- «Boogie Shell» (1999)
- «Hysteria» (1999)
- «Gator / Chérie D’Amour» (2001)
- «Doggystyle / Rhumba» (2002)
- «Nymphae Song / Rhumba» (2002)
- «Soul Bells» (2002)

### Crydajam
Синглы
- «If You Give Me The Love I Want» / «Playground» / «Loaded» (2002)

### The Eternals
Синглы
- «Wet Indiez (Shake That Bourrelet Remix)» (2000)

### Альбомы
- Waves (2000);
- Waves II (2003);

В составе Daft Punk:
- Homework (1997);
- Discovery (2001);
- Alive 1997 (2001)
- Daft Club (2004);
- Human After All (2005);
- Alive 2007 (2007);
- Tron: Legacy (2010);
- Random Access Memories (2013).